# Bondaroy
Bondaroy település Franciaországban, Loiret megyében. Lakosainak száma 414 fő (2022. január 1.). Bondaroy Marsainvilliers, Dadonville, Estouy és Pithiviers községekkel határos.

## Népesség
A település népességének változása:
| Lakosok száma | 300  | 323  | 347  | 384  | 411  | 419  | 412  | 413  | 416  | 414  |
|               | 1968 | 1982 | 1990 | 2006 | 2013 | 2015 | 2017 | 2019 | 2020 | 2022 |